# Никита Лионский
Никита (Низье) Лионский (фр. Nicetius, Nizier; ?—2 апреля 573) — епископ Лиона (551/552—573), раннехристианский католический святой. Память 2 апреля (по григорианскому календарю).

## Биография
Сын сенатора Флорентина и Артемии, дочери святого Рустика. Никита вырос в набожной галло-римской семье. В детстве был вылечен от опухоли на лице после явления святого Мартина Милостивого, епископа Турского. Став священником в возрасте тридцати лет, Никита занимался обучением молодёжи, был набожен и целомудрен. В частности, он выказал заботу о своем племяннике, святом Григории Турском, который впоследствии и составил его жизнеописание.
Брат его деда, святого Рустика, святой Сердо, епископ Лионский, во время визита в Париж к королю династии Меровингов Хильдеберту I тяжело заболел. В качестве своего последнего желания Сердо попросил правителя о том, чтобы его племянник Никита стал его преемником на посту епископа Лиона. По легенде, король ответил: «Да будет Воля Божия!» После этого, с одобрения духовенства и населения Лиона, Никита в 551/552 году стал 28-м епископом Лионской митрополии.

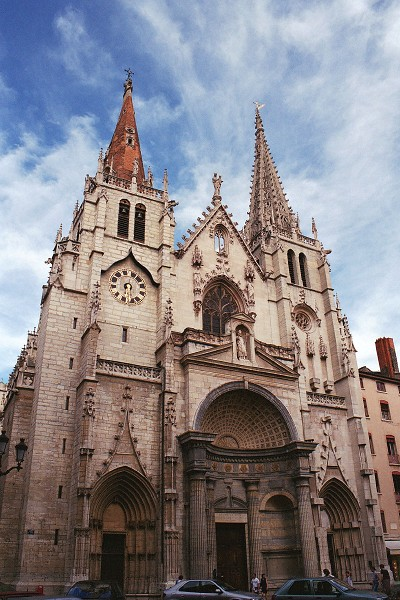
Храм святого Низье в Лионе

В соответствии с жизнеописанием, святой Никита являл во всем особое милосердие, подражая Христу. Если он чувствовал себя обиженным, он тут же прощал обидчика. Однако святой Никита был достаточно властным человеком. Увидев, что дьякон, которому было запрещено совершать богослужение, нарушил запрет, Низье крикнул «Пусть он молчит!», после чего дьякон с криком упал на землю и корчился, пока Низье не освободил его от демона своей молитвой.
Святой Никита принял участие в нескольких Церковных соборах, в том числе в Лионском соборе 567 года.
Святой Никита умер 2 апреля 573 года и был похоронен, как и другие епископы Лионские, в старинной базилике святых апостолов Петра и Павла. Чудеса, явленные на его могиле, привлекали огромное число паломников, и церковь стали именовать церковью святого Низье.
Преемником святого Никиты на кафедре Лиона стал епископ Приск.